# Будоя
Будоя (італ. Budoia, вен. Budoia) — муніципалітет в Італії, у регіоні Фріулі-Венеція-Джулія, провінція Порденоне.
Будоя розташована на відстані близько 470 км на північ від Рима, 110 км на північний захід від Трієста, 17 км на північний захід від Порденоне.
Населення — 2576 осіб (2014).
Щорічний фестиваль відбувається 30 листопада. Покровитель — Андрій Первозваний.

## Демографія
Населення за роками:

Станом на 1 січня 2023 року в муніципалітеті офіційно проживали 233 іноземці з 34 країн, серед них 111 громадян країн Євросоюзу та 19 громадян України.

## Уродженці
- Джанфранко Петріс (*1936 — †2018) — відомий у минулому італійський футболіст, нападник.

## Сусідні муніципалітети
- Ав'яно
- Фонтанафредда
- Польченіго
- Тамбре